# Tell It Like a Woman
Tell It Like a Woman é um filme antológico ítalo-estadunidense de 2022 dirigido por Silvia Carobbio, Catherine Hardwicke, Taraji P. Henson, Mipo Oh, Lucía Puenzo, Maria Sole Tognazzi e Leena Yadav e escrito por Krupa Ge, Shantanu Sagara e Yadav.
Com estreia no Festival de Cinema de Taormina, é uma antologia de sete contos dirigidos por mulheres e filmado em diferentes partes do mundo. O filme recebeu uma indicação ao Oscar de melhor canção original na edição de 2023 por "Applause" de Diane Warren.